# Гері Шучук
Гері Шучук (англ. Gary Shuchuk; нар. 17 лютого 1967, Едмонтон) — канадський хокеїст, що грав на позиції центрального нападника, згодом тренер.

## Ігрова кар'єра
Професійну хокейну кар'єру розпочав 1986 року виступами за хокейну команду Університету Вісконсин-Медісон.
1990 року дебютує в складі команди «Детройт Ред-Вінгс». У 1993 разом з Джиммі Карсоном його обмінюють на Пол Коффі з «Лос-Анджелес Кінгс».
У 1996 перебрався до Європи, де продовжив виступати на професійному рівні. Відіграв один сезон за швейцарський ХК «Герізау», ще два сезони провів у складі австрійської команди «Клагенфурт». З 2000 року захищав кольори німецьких клубів «Дюссельдорф ЕГ» та «Крефельд Пінгвін».
Завершив кар'єру 2004 виступами за «Спрингфілд Фалконс» (АХЛ).
Виступав за збірну Канади.
Став бронзовим призером Ігор доброї волі 1990 року в США.

## Нагороди та досягнення
- Володар Кубка Колдера в складі «Адірондак Ред-Вінгс» — 1992.
- Чемпіон Німеччини в складі «Крефельд Пінгвін» — 2003.

## Родина
Син Алекс та доньки Катаріна та Макі теж хокеїсти.

## Статистика
|                      | Сезон | І   | Г  | П  | О   | ШХ  |
| -------------------- | ----- | --- | -- | -- | --- | --- |
| НХЛ-Регулярний сезон | 5     | 142 | 13 | 26 | 39  | 70  |
| НХЛ-Плей-оф          | 2     | 20  | 2  | 2  | 4   | 12  |
| ДХЛ-Регулярний сезон | 3     | 167 | 42 | 75 | 117 | 194 |
| ДХЛ-Плей-оф          | 2     | 17  | 1  | 5  | 6   | 42  |